# Megachile opifex
Megachile opifex är en biart som beskrevs av Smith 1879. Megachile opifex ingår i släktet tapetserarbin, och familjen buksamlarbin. Inga underarter finns listade i Catalogue of Life.